# Oryxantilopen

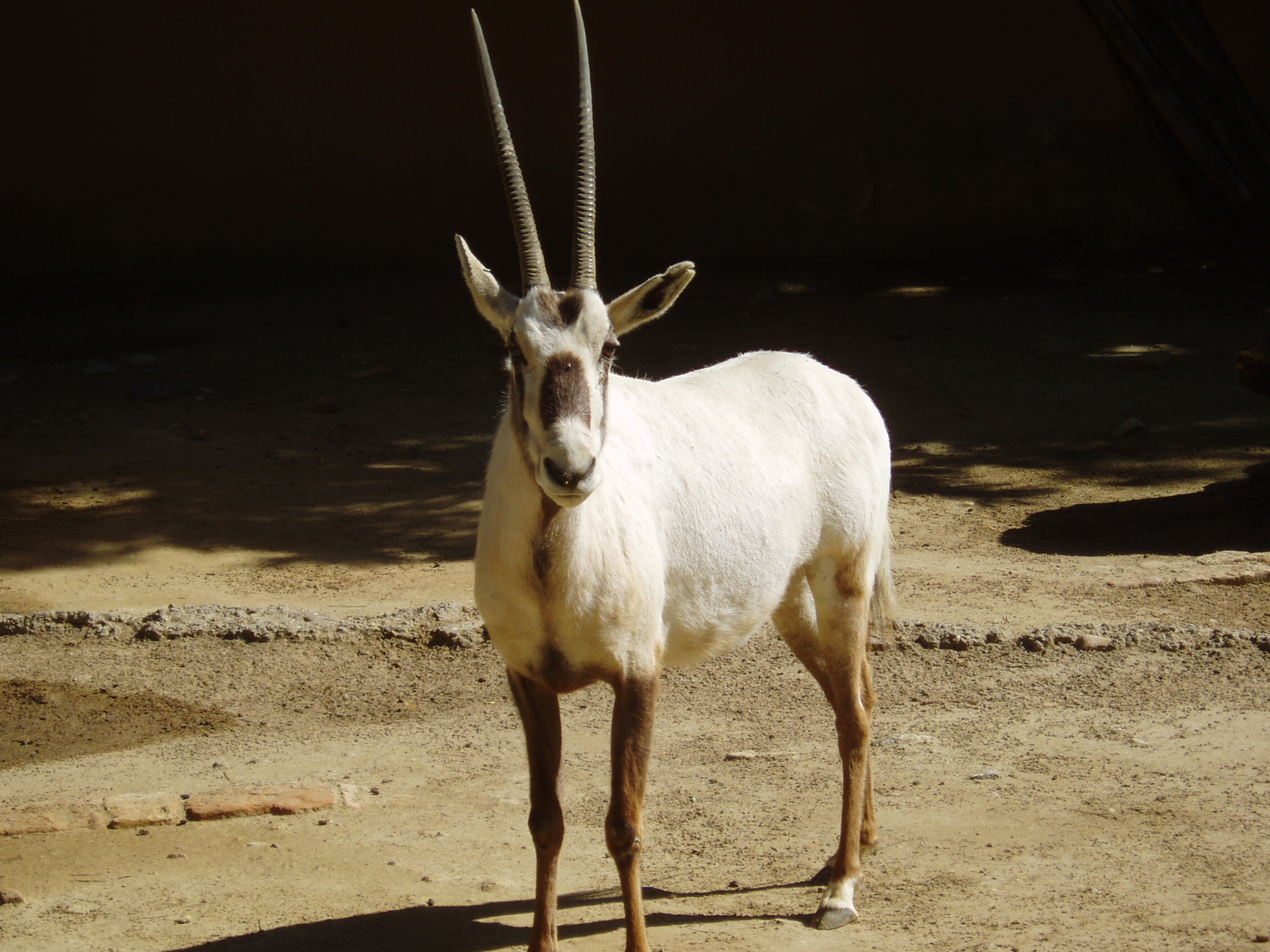
Arabische Oryx

Die Oryxantilopen (Oryx) sind eine Gattung aus der Unterfamilie der Pferdeböcke (Hippotraginae). Die Arten dieser Gattung verteilten sich ursprünglich über alle trockenen und halbtrockenen Gebiete Afrikas sowie der Arabischen Halbinsel.
Beide Geschlechter dieser Groß-Antilopen haben lange Hörner und eine typische schwarze Gesichtsmaske. Die Bullen haben eine Standhöhe von bis zu 180 cm und ein Maximalgewicht von 200 kg. Bei weiblichen Oryxen liegt die Standhöhe bei 160 cm und das Gewicht bei maximal 160 kg. Die Hörner der männlichen Tiere sind oft etwas kürzer, aber kräftiger als bei den weiblichen. Selbst direkt von vorne ist es für den unerfahrenen Betrachter schwer zu entscheiden, welches Geschlecht das Tier hat, doch männliche Oryx leben als Einzelgänger, weibliche hingegen in Gruppen von bis zu 40 Tieren. 
Es wurde beobachtet, dass sich Oryxantilopen mit ihren Hörnern auch gegen große Raubkatzen wie Löwen erfolgreich verteidigen können.

## Anpassung an das Wüstenklima

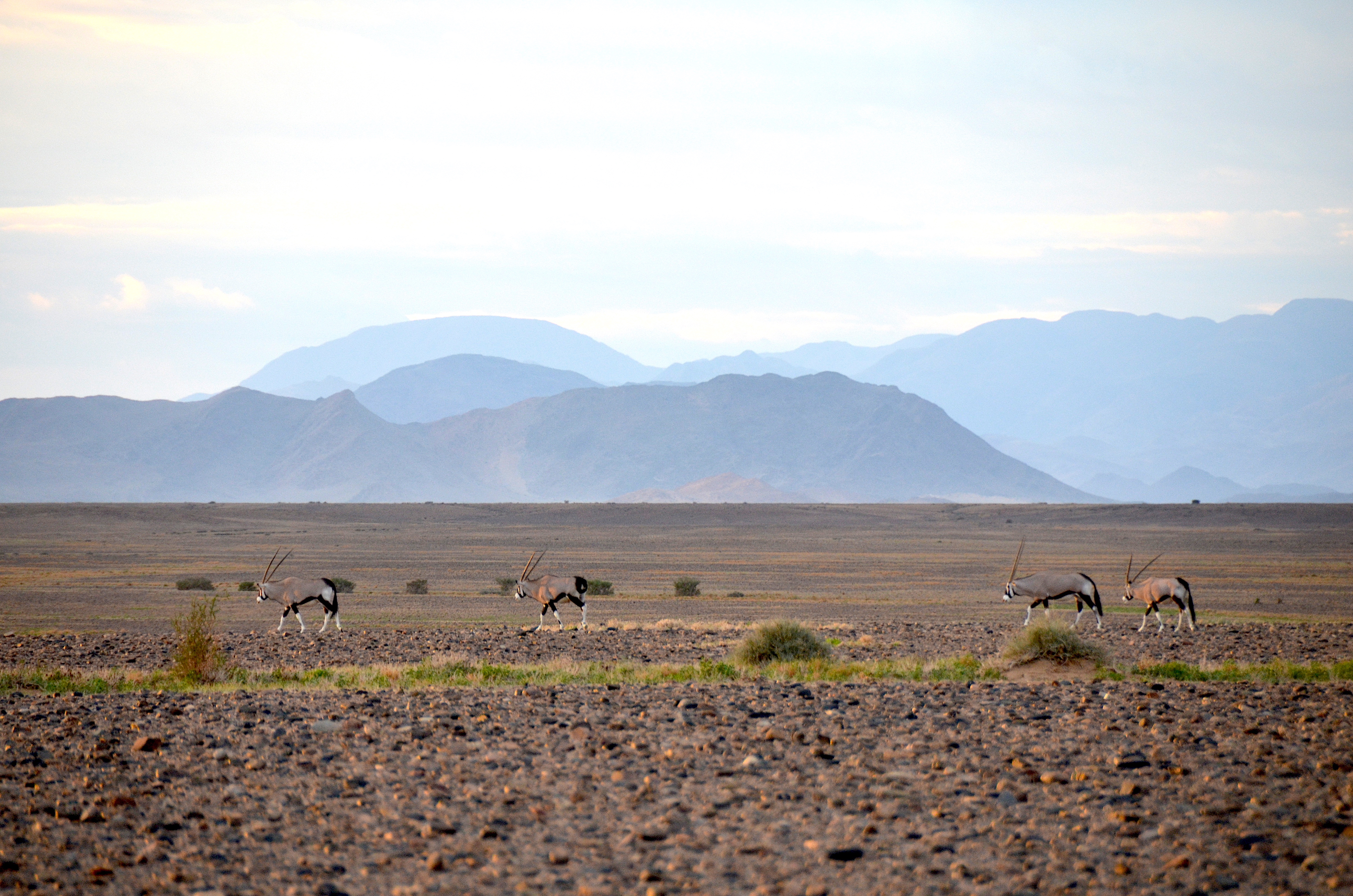
Spießböcke in der Namib (2017)

Oryxantilopen sind an das Leben ohne Wasser für längere Zeit angepasst. Ähnlich wie bei Kamelen kann die Körpertemperatur der Oryxantilopen weit über das für Säugetiere typische Niveau von 38 °C ansteigen, ohne dass das Tier dabei Schaden nimmt. Der Biologe Lavers berichtet davon, dass in einem Versuch eine Oryxantilope ohne Trinkwasser acht Stunden in einer Klimakammer mit 45 °C ihre Körpertemperatur knapp über 45 °C stabil gehalten hatte. Sie überleben diese extremen Temperaturen aufgrund eines Aderngeflechts an der Halsschlagader, das wie ein Wärmeaustauscher funktioniert. Dabei bewirkt das in der Nase abgekühlte Blut eine weitere Kühlung der Schlagader, bevor das Blut zum Gehirn strömt. Trotzdem können die Oryx an Hitzschlag sterben: Wenn sie sich bei großer Hitze zu lange schnell bewegen müssen, ist der Kühleffekt nicht mehr ausreichend.
Weil ihre Nahrung durch nächtlichen Tau Wasser aufnimmt, fressen sie bevorzugt nachts bis in die frühen Morgenstunden.

## Gefährdung
Die beiden kleineren Arten stehen auf der Liste der bedrohten Tiere, wobei die Säbelantilope stark gefährdet ist, die Arabische Oryx aber 2011 von stark gefährdet auf gefährdet zurückgestuft wurde. Die Arabische Oryx war 1972 in der Wildnis ausgerottet, wurde aber wieder ausgesetzt.  Dank Zuchtprogrammen und Auswilderungen gab es 2011 circa 1000 wildlebende Exemplare auf der Arabischen Halbinsel. Die in Nordafrika beheimatete Säbelantilope kam zuletzt nur noch im Naturschutzgebiet Ouadi Rimé–Ouadi Achim vor, gilt aber seit 2000 dort als ausgestorben. Wiederansiedlungsprogramme gibt es in Tunesien, Marokko, Senegal und zuletzt im Niger.

## Arten

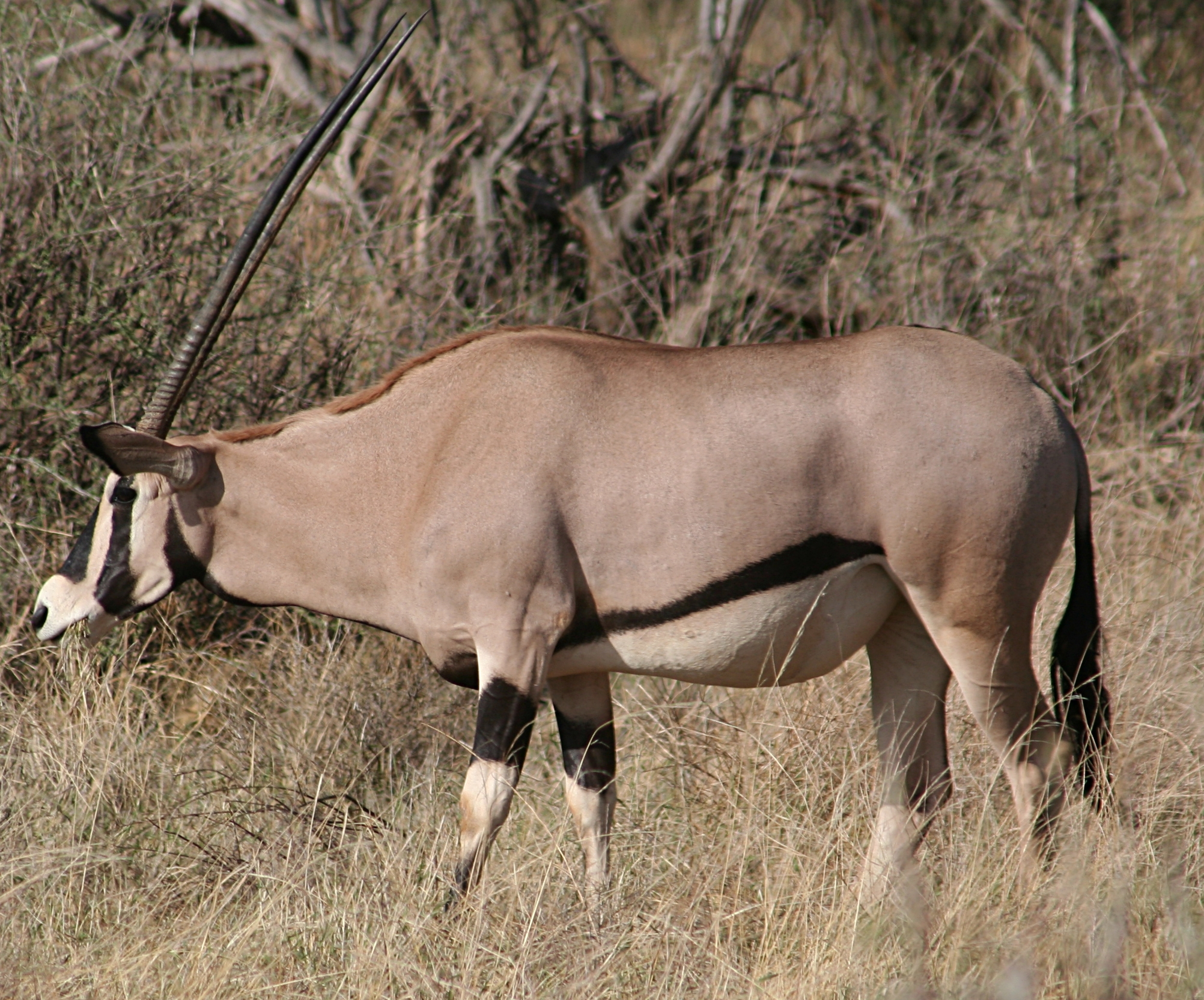
Ostafrikanische Oryx oder Beisa

Es werden sechs Arten unterschieden:
- Beisa-Oryx (Oryx beisa (Rüppell, 1835))
- Büschelohr-Oryx (Oryx callotis Thomas, 1892)
- Säbelantilope (Oryx dammah (Cretzschmar, 1826))
- Galla-Oryx (Oryx gallarum Neumann, 1902)
- Spießbock oder Südliche Oryx (Oryx gazella (Linnaeus, 1758))
- Arabische Oryx oder Weiße Oryx (Oryx leucoryx (Pallas, 1777))

Die Beisa-Oryx wird manchmal nur als Unterart des Spießbocks geführt.

## Name
Der Name Oryx stammt aus dem Altgriechischen, wo ὄρυξ „spitzes Eisen“ oder „spitzes Werkzeug“ bedeutete. Zudem ist ὄρυς, allenfalls als Variante von ὄρυξ, auch der Name eines „unbekannten wilden Thiers in Libyen“ (Wilhelm Pape).
Der in Russland tätige deutsche Biologe Peter Simon Pallas war der erste, der den Begriff 1767 in der wissenschaftlichen Literatur verwendete. Wie andere Autoren verwendete er den Namen in der Folge aber für verschiedene Antilopen. Henri Marie Ducrotay de Blainville unterteilte 1816 die Antilopen und verwendete Oryx als allgemeinen Begriff.
Im Arabischen sind die Begriffe Maha, Wudhaihi, Baqar al Wash und Boosolah für die Arabische Oryx (المها العربية) in Verwendung.

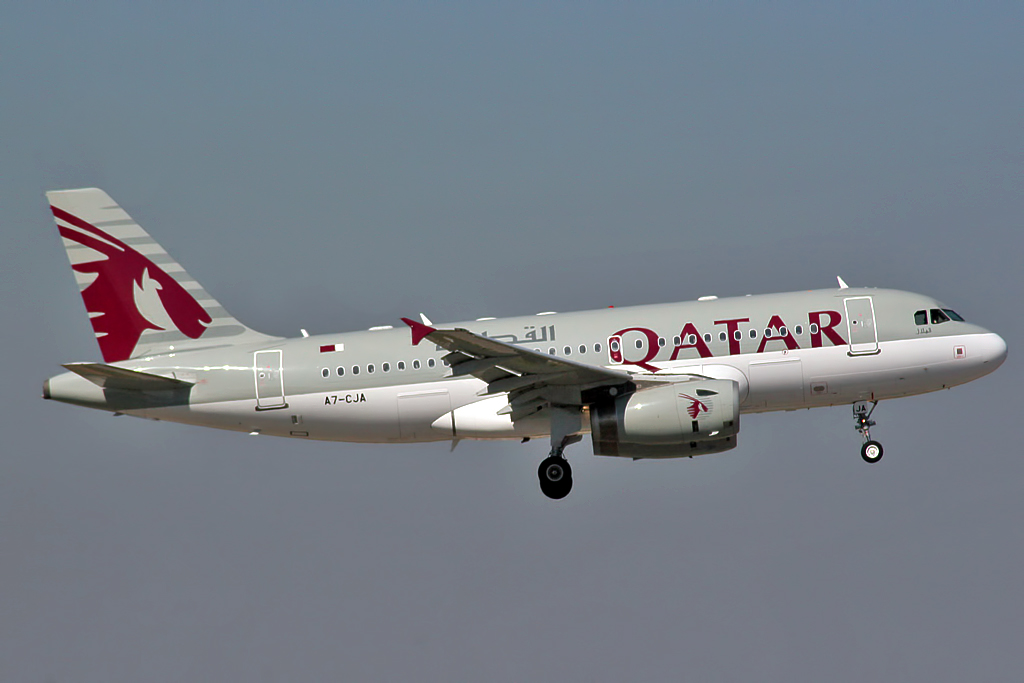
Oryxantilope als Logo auf einem Flugzeugleitwerk

## Eingang in Mythologie und Kultur
Der deutsche Zoologe Josef H. Reichholf vertritt die Theorie, dass Oryxantilopen das Vorbild für die mythologische Vorstellung und weit verbreitete Darstellung des Einhorns gewesen sein könnte. Betrachtet man eine Oryxantilope aus einem gewissen seitlichen Winkel, verschmelzen die eng beieinander stehenden Hörner zu einem. Wegen seiner besonderen Anpassungsfähigkeit an die widrigen Lebensbedingungen der Wüste und seiner Genügsamkeit wurde der Spießbock zum Wappentier Namibias erkoren und eine stilisierte arabische Oryx zum Logo von Qatar Airways gemacht.